# ロマン・メタニール
ロマン・メタニール（Romain Métanire 、1990年3月28日 - ）は、マダガスカル系フランス人のプロサッカー選手。マダガスカル代表。ミネソタ・ユナイテッドFC所属。ポジションはDF。

## 経歴

### クラブ
6歳の時に地元クラブであるFCメスのアカデミーに入団。2008-09シーズンよりフランス全国選手権2に所属するリザーブチームに昇格し、2010年10月29日のクレルモン・フット戦でトップチームデビュー。
2016年7月15日、ベルギーのKVコルトレイクに移籍。
2017年1月18日、スタッド・レンヌに移籍。
2019年1月25日、MLSのミネソタ・ユナイテッドFCに移籍。

### 代表
フランス生まれであるが、マダガスカルにルーツを持つためマダガスカル代表でのプレーを選んだ。
初召集は2018年8月で、9月9日に開催されたアフリカネイションズカップ2019予選のセネガル代表戦でデビューを飾った。

## タイトル

### クラブ
スタッド・レンヌ
- リーグ・ドゥ: 2013-14, 2017-18

### 個人
- リーグ・ドゥ年間ベストイレブン: 2013-14
- MLSオールスター: 2019[6]